# آنجلو رومانی

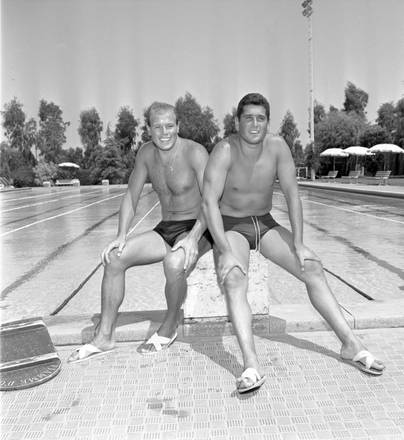
آنجولی رومانی در تابستان ۱۹۶۰ میلادی

آنجلو رومانی (به انگلیسی: Angelo Romani) (زادهٔ ۱۲ آوریل ۱۹۳۴) شناگر اهل ایتالیا است.